# زورک (بازی ویدئویی)
«زورک» (انگلیسی: Zork) یک بازی ویدئویی در سبک داستان تعاملی است که توسط VisiCorp و در سال ۱۹۷۷ و در پلت‌فرم‌های بزرگ‌رایانه، داس، آمیگا، ام‌اس‌ایکس، آمستراد سی‌پی‌سی، و TRS-80 منتشر شده‌است.
Zork یکی از اولین بازی‌های کامپیوتری داستان‌های تعاملی است با ریشه‌های گرفته شده از بازی اصلی، Colossal Cave Adventure. اولین نسخه Zork بین سال‌های ۱۹۷۷ و ۱۹۷۹ با استفاده از زبان برنامه‌نویسی MDL در رایانه DEC PDP-10 نوشته شده بود. نویسندگان - تیم اندرسون، مارک بلانک، بروس دانیلز و دیو لبلینگ - عضو گروه مدل‌سازی دینامیکی MIT بودند.
هنگامی که Zork به‌طور تجاری منتشر شد، به سه بازی تقسیم شد: Zork: امپراتوری زیرزمینی بزرگ - قسمت ۱ (بعداً به عنوان Zork I شناخته شد)، Zork II: جادوگر Frobozz، و Zork III: استاد سیاه چال.
Zork خود را در ژانر خود به عنوان یک بازی به خصوص غنی از نظر کیفیت داستان گویی و پیچیدگی متن خود را متمایز می‌کند، که به دستورها ساده اسم-فعل ساده ("ترول را بزن") محدود نمی‌شد، اما برخی از پیشنهادها و پیوندها ("ترول با شمشیر الویس بزن") را می‌شناخت.

## پی‌رنگ
Zork در "خرابه‌های یک امپراتوری باستانی دفن شده در زیر زمین" قرار گرفته‌است. بازیکن یک ماجراجوی بی‌نام است "که در جستجوی ثروت و ماجراجویی در کنکاو این سرزمین خطرناک است". هدف بازگشت از جستجوی "امپراتوری زیرزمینی بزرگ" (GUE، برای اختصار) زنده و با تمام گنجینه‌های مورد نیاز برای تکمیل هر ماجراجویی و در نهایت به ارث بردن عنوان استاد سیاه چال است. سیاه چال‌ها با بسیاری از موجودها جدید، اشیاء و مکان‌ها ذخیره می‌شوند، از جمله آن‌ها گروهای خشمگین اما ترسناک، Zorkmids (پول GUE) و سد کنترل سیل شماره ۳ است که همه آن‌ها در متن ماجراهای Infocom اشاره شده‌است.
شرکت بین‌المللی Frobozz یک نقطه اتصال انحصاری افسانه ای از بازی است. محصول‌ها FrobozzCo در سراسر بازی‌های Zork، اغلب با اثر طنز آمیزی، گسترده شده‌اند. گنج‌های گوناگون و مکان‌های مختلف در Zork نشان می‌دهد که در آنجا یک خانواده بزرگ اشرافی به نام Flatheads که دارای دوازده پادشاه بودند وجود داشته‌اند (نویسنده ای به نام بوستر بارول کتابی با عنوان «زندگی دوازده تختخواب» نوشت) که به‌طور عالی بر GUE سلطنت می‌کردند. برخی از Flatheadها به تبعیت از شخصیت‌های تاریخی نامیده شده‌اند؛ برای مثال، در Zork II، یک گنج، پرتره ای از "J. Pierpont Flathead" است.
در هر بازی چندین منبع نور وجود دارد که بازیکن می‌تواند آن را انتخاب کند و از آن استفاده کند، از جمله آن‌ها یک چراغ برنجی با باتری و یک شمع است که هر دو دارای طول عمر محدودی هستند و همچنین یک مشعل که هرگز منقضی نمی‌شود. بازیکن باید حداقل یک منبع نور را همیشه در هنگام کاوش در زمینه‌های تاریک بازی‌ها حمل کند، در غیر این صورت، اگر او از طریق تاریکی حرکت کند، بازیکن توسط یک گرو گوشت‌خوار گرفته و بلعیده خواهد شد، پایان ماجراجویی در مرگ. استثنا از این قانون زمانی اتفاق می‌افتد که بازیکن باید از یک اسپری دافع گرو برای حرکت در مناطق تاریک استفاده کند که نیاز به ذخیره موجودی خالی برای عبور دارد.

## دستورات
در بازی Zork، بازیکن به دستورها اسم-فعل محدود نمی‌شود، مانند "گرفتن لامپ"، " بازکردن صندوق پستی " و غیره. . در عوض، تجزیه‌کننده از اصطلاحات پیشرفته تر مانند " لامپ و شمشیر را در جعبه قرار بده"، " زیر فرش را نگاه کن" و "همه چیز را به جز فانوس، بنداز" را پشتیبانی می‌کند. این بازی بسیاری از افعال رایج را می‌فهمد، از جمله "گرفتن"، "رها کردن"، "بررسی کردن"، "حمله کردن"، "بالارفتن"، "بازکردن"، "بستن"، "شمارش" و بسیاری دیگر. بازی‌ها همچنین به‌طور مستقیم از دستورات بازی پشتیبانی می‌کنند (به جای اقدامات درون تنظیمات داستانی بازی) از قبیل "ذخیره" و "بازگرداندن"، "script" و "unscript" (که یک رونوشت از متن بازی را شروع و پایان می‌دهد)، "راه اندازی مجدد" و "خروج".

## غار غول پیکر
اولین بازی ماجراجویی، ماجراجویی غار غول پیکر، توسط Will Crowther در FORTRAN بر روی DEC PDP-10 در BBN در سال ۱۹۷۵ نوشته شده‌است. غار غول پیکر یک شکار گنجینه پایه بود که در یک قیاس از غار ماموت جای گرفت. بازی از یک تجزیه‌کننده ساده دو کلمه ای که تبدیل به یک عنصر رایج در بازی‌های بعدی در ژانر شد، استفاده کرد. این بازی به سرعت در اطراف جامعه PDP کپی شد، جایی که در دانشکده دانشگاه استنفورد توسط Don Woods در سال ۱۹۷۶ یافت شد. وودز با Crowther تماس گرفت و اجازه خود را برای ایجاد یک نسخه بهبود یافته دریافت کرد. این به سرعت بر روی بسیاری از ماشین‌ها، از جمله سیستم‌های PDP-10 در MIT یافت شد

## شروع فروش
PS هیچ علاقه ای به نسخه PDP-11 نداشت، بنابراین Infocom حق پخش را حفظ کرد. این اولین فروش رسمی برای Infocom در ماه نوامبر سال ۱۹۸۰ شد، زمانی که یک کپی همراه با یک نسخه کپی دستی از کتابچه راهنمای کاربر بر روی فلاپی ۸ اینچی قرار گرفت. هر چند PS تا ماه آینده کارش را ادامه داد، فروش نسخه TRS-80 فروش ۱۵۰۰ نسخه در طول ۹ ماه بعدی داشت. نسخه اپل II بروس دانیلز در ماه فوریه سال ۱۹۸۱ آغاز شد و PS در ماه سپتامبر ۶۰۰۰ نسخه را فروخت.
به محض اینکه Zork شروع به ارسال کالا کرد، Lebling شروع به تبدیل نیمه باقی‌مانده نقشه به ZIL کرد. با این حال، این در نهایت به دو قسمت تقسیم شد، هر دو اصلاح شده از اصلی، و برای انتشار به عنوان Zork II و Zork III. در حالی که Zork I خیلی شبیه نیمه اول بازی اصلی است، دنباله‌ها از نیمه دوم خیلی متفاوت هستند؛ برای مثال، در دومین، بازیکن نمی‌تواند به خانه سفید بازگردد. [23]. Zork II در ماه آوریل به PS ارائه شد و مجوز آن در ژوئن ۱۹۸۱ بود، اما در این زمان Infocom از تعهد PS برای این بازی نگران شد. اگرچه Infocom به این واقعیت نپرداخته بود، ولی فروش VisCalc خیلی قوی بود که PS شروع به پردازش رها کردن عناوین دیگر و تبدیل شدن به VisCorp کرد. Infocom در ماه اکتبر از توزیع فراتر رفت و زنجیره تأمین خود را راه اندازی کرد، و در نوامبر ۱۹۸۱ هر دو نام Zork I و Zork II را دوباره نام‌گذاری کرد.
از سال ۱۹۸۲ این شرکت قسمت Zork III را تکمیل کرد و همچنین ZIPهای جدید را برای Commodore 64، Commodore Plus / 4، خانواده ۸ بیت Atari، سیستم‌های CP / M و IBM PC نوشت. کل خط در این سیستم عامل‌ها زمانی منتشر شد که Zork III در پاییز سال ۱۹۸۲ عرضه شد.

## بخش‌های بعدی
زمانی که Zork یک محصول تجاری در Infocom شد، Infocom موافقت کرد که اگر یک اطلاعیه کپی رایت Infocom در نسخه Fortran قرار داده شود، توزیع غیرمستقیم مجاز خواهد بود. این نسخه Fortran و نسخه‌های ترجمه شده C وابسته به آن در چند توزیع لینوکس گنجانده شده‌است.